# Dragon Ball Super
Dragon Ball Super (Nhật: ドラゴンボール超 Hepburn: Doragon Bōru Sūpā, Bảy Viên Ngọc Rồng Siêp Cấp) là loạt manga và anime truyền hình của Nhật Bản. Đây là phần tiếp theo của bộ truyện tranh Dragon Ball gốc và loạt phim hoạt hình Dragon Ball Z. Phác thảo cốt truyện tổng thể được chấp bút bởi nhà sáng lập nhượng quyền Dragon Ball là Toriyama Akira. Phiên bản manga được minh họa bởi Toyotarou, phần cốt truyện và chỉnh sửa được thực hiện bởi Toriyama. Tác phẩm được xuất bản và đăng định kỳ trên V Jump, tạp chí truyện tranh shōnen của Shūeisha, kể từ tháng 6 năm 2015. Phiên bản anime truyền hình cùng tên do Toei Animation sản xuất bắt đầu phát sóng vào ngày 05 tháng 7 năm 2015. Đây là lần đầu tiên anime Dragon Ball được sản xuất sau 18 năm. Bộ phim được phát sóng vào mỗi Chủ nhật hàng tuần vào lúc 9:00 sáng trên Fuji TV. Bộ phim tuân theo phác thảo cốt truyện tổng thể được viết bởi Toriyama, với các tập riêng lẻ được viết bởi các nhà biên kịch khác nhau.
Loạt phim kể về cuộc phiêu lưu của Son Goku và những người bạn của anh bắt đầu từ sau cuộc chiến trong Majin Buu Saga, sau đó sẽ tiếp đến câu chuyện của Dragon Ball Z: Battle of Gods và Dragon Ball Z: Resurrection 'F' như vòng lập câu chuyện mới. Goku gặp gỡ những nhân vật mới mạnh mẽ hơn nhiều và phải bảo vệ Trái Đất trước một vị thần hủy diệt mạnh mẽ. Anh đạt được sức mạnh của một vị thần và học được một trạng thái mới được phát hiện giúp Goku mạnh mẽ hơn cả các vị thần trong vũ trụ của mình. Goku du hành đến các vũ trụ khác để đối mặt với những đối thủ mạnh hơn cũng như những kẻ thù mới gần như không thể ngăn cản. Một bộ phim điện ảnh có tựa đề Dragon Ball Super: Broly đã được phát hành vào tháng 12 năm 2018 và một bộ phim hoạt hình có tên Super Dragon Ball Heroes, dựa trên các sự kiện trước bộ phim và trò chơi cùng tên, bắt đầu phát sóng vào tháng 7 năm 2018.
Sau cái chết của Akira Toriyama vào tháng 3 năm 2024, manga Dragon Ball Super đã bị gián đoạn vô thời hạn, chưa rõ liệu có người sáng tác tiếp hay không

## Cốt truyện

Biểu trưng của Dragon Ball Super

Bốn năm sau khi Majin Buu bị tiêu diệt, hòa bình đã trở lại với Trái Đất. Goku đã ổn định cuộc sống và làm nông dân để hỗ trợ gia đình. Gia đình và bạn bè của Goku đều sống một cuộc sống yên bình. Tuy nhiên, một mối đe dọa mới xuất hiện với sự tỉnh giấc của Thần hủy diệt Beerus, người được coi là đáng sợ nhất và mạnh thứ hai trong Vũ trụ 7. Thức tỉnh sau nhiều thập kỷ chìm trong giấc ngủ, Beerus nói với trợ lý (kiêm sư phụ) của mình là Thiên sứ Whis rằng bản thân rất muốn chiến đấu với Super Saiyan God (サイヤ人ゴッド, Sūpā Saiya-jin Goddo), chiến binh huyền thoại mà Beerus đã thấy trong một lời tiên tri vào 39 năm về trước. Để bảo vệ Trái Đất, Goku biến thành Super Saiyan God để chiến đấu với Beerus bằng cách sử dụng sức mạnh của năm Super Saiyan khác, bao gồm Vegeta, Gohan, Goten, Trunks và em bé tên Pan trong bụng của Videl. Goku cho thấy một sức mạnh to lớn đủ để gây ấn tượng với Beerus. Mặc dù thua cuộc, những nỗ lực của Goku đã xoa dịu Thần hủy diệt đủ để Beerus quyết định tha cho hành tinh này.
Trong khi Goku và Vegeta rời đi cùng với Beerus và Whis để luyện tập trong một năm, những tàn dư còn sót lại của quân đội Frieza đã đến Trái Đất để tìm kiếm Ngọc Rồng nhằm hồi sinh Frieza. Vài tháng sau khi được hồi sinh trở lại và bắt đầu luyện tập, Frieza tập hợp lực lượng của mình và quay trở lại Trái Đất để thực hiện việc trả thù Goku. Mặc dù đạt được một phép biến đổi mới có tên Golden Frieza, hắn ta vẫn bị đánh bại bởi Goku và Vegeta, cả hai đều thành thạo phép biến hình mới tên là Super Saiyan God Super Saiyan (sau này được gọi là Super Saiyan Blue). Frieza quyết định làm nổ tung Trái Đất để tiêu diệt tất cả. Tuy nhiên, với khả năng thao túng thời gian của Whis, Goku đã tiêu diệt Frieza một lần nữa và cứu được Trái Đất.
Champa, người anh em song sinh của Beerus và là Thần hủy diệt Vũ trụ 6, thuyết phục Beerus tổ chức một giải đấu giữa các chiến binh giỏi nhất từ vũ trụ của họ. Whis tiết lộ rằng có mười hai vũ trụ tồn tại, vũ trụ mà Goku và những người bạn của anh đang sống được gọi là Vũ trụ 7. Champa cũng tiết lộ phần thưởng cho giải đấu của họ sẽ là Ngọc Rồng Siêu Cấp, là những viên Ngọc Rồng có kích cỡ hành tinh với khả năng thực hiện được bất kì điều ước nào. Champa dự định hoán đổi Trái Đất không còn sự sống của Vũ trụ 6 với Trái Đất của Vũ trụ 7 để lấy thức ăn. Goku và bạn bè của anh ấy quyết định tham gia giải đấu. Mỗi trận đấu trong giải đấu cho thấy những bất ngờ và khả năng khác nhau của mỗi chiến binh. Giải đấu đạt đến đỉnh điểm từ trận đấu thứ hai đến trận đấu giữa Goku và Hit. Sau khi thất bại trong việc nâng cao sức mạnh hơn nữa để đối mặt với Hit đã dùng toàn bộ sức mạnh của mình, Goku chọn từ bỏ trận đấu. Tuy nhiên, Hit cũng từ bỏ trận đấu cuối cùng sau khi anh được Goku truyền cảm hứng để làm điều tương tự. Giải đấu kết thúc với chiến thắng thuộc về Vũ trụ 7. Beerus đã ước với Rồng Thần Siêu Cấp là khôi phục cho Trái Đất của Vũ trụ 6.
Goku sau đó gặp gỡ và kết bạn với Đấng Tối cao Zenō, Vua của mọi vũ trụ. Goku hứa sẽ mang tới cho ngài một người bạn để chơi cùng. Sau đó, Trunks tương lai xuất hiện trở lại, mang đến tin xấu về một kẻ thù mới và mạnh mẽ là đối thủ của Goku, người được biết đến với cái tên Goku Black. Goku và những người khác cuối cùng phát hiện ra rằng Goku Black thực chất là một người học việc của Kaioshin đến từ Vũ trụ 10 tên là Zamasu, hắn đã sử dụng Ngọc Rồng Siêu Cấp để chiếm đoạt cơ thể của Goku từ dòng thời gian khác như một phần trong kế hoạch của hắn. Black Goku còn hợp tác và giúp cho Zamasu ở dòng thời gian của Trunks tương lai đạt được sự bất tử, sau đó cả hai cùng nhau quét sạch tất cả con người lẫn các vị thần. Cuối cùng sau một trận chiến ác liệt kéo dài, Zamasu đã bị xóa sổ hoàn toàn cùng với toàn bộ dòng thời gian trong tương lai bởi Zenō tương lai, người sau đó đồng hành cùng Goku trở lại dòng thời gian hiện tại. Goku thực hiện lời hứa của mình với Zenō hiện tại bằng cách giới thiệu ngài với Zenō tương lai. Whis du hành tới tương lai để ngăn chặn sự trỗi dậy của Zamasu và khôi phục lại thế giới tương lai.
Một thời gian sau khi Trunks tương lai trở về thế giới tương lai, cả hai Đấng Tối cao Zenō tổ chức một giải đấu được gọi là Giải đấu Sức mạnh (力の大会, Chikara no Taikai). Theo đề nghị của Goku, giải đấu đa vũ trụ sẽ có sự tham gia của một nhóm gồm 10 chiến binh đến từ tám trong số mười hai vũ trụ. Tuy nhiên, nó trở thành một trận chiến sinh tồn khi cả hai Zenō tuyên bố rằng các vũ trụ thua cuộc tại giải đấu sẽ bị xóa sổ. Goku, Vegeta, Gohan, Piccolo, Android 17, Android 18, Krillin, Tien, Master Roshi và Frieza (tạm thời hồi sinh trong vòng 24 giờ) tham gia giải đấu với tư cách là đại diện cho Vũ trụ 7. Nhóm chiến binh Vũ trụ 7 phải chiến đấu chống lại nhiều chiến binh đáng gờm đến từ các vũ trụ khác, đặc biệt là chiến binh tên Jiren thuộc lực lượng Pride Troopers của Vũ trụ 11. Trong giải đấu, Goku nhanh chóng đạt được một trạng thái mới của thần gọi là Bản năng vô cực (身勝手の極意, Migatte no Gokui), giúp tăng sự nhanh nhẹn và sức mạnh của anh. Bản năng vô cực cho phép Goku đồng thời tấn công và né tránh mà không cần phải suy nghĩ đến việc chuyển động. Giải đấu kết thúc với việc Goku và Frieza đẩy Jiren rơi khỏi võ đài cùng với chính họ, khiến Android 17 trở thành chiến binh cuối cùng còn sót lại trên võ đài và là người chiến thắng Giải đấu Sức mạnh. Android 17 được trao một điều ước từ Ngọc Rồng Siêu Cấp và anh ta sử dụng điều ước để khôi phục lại tất cả các vũ trụ bị xóa sổ. Sau đó mọi thứ được tiết lộ rằng cả hai Zenō dự kiến sẽ phục hồi các vũ trụ thua cuộc. Nếu điều ước được sử dụng cho mục đích ích kỷ thì cả hai sẽ xóa bỏ hết sự tồn tại của các vũ trụ đó lẫn người thực hiện điều ước. Với những nỗ lực của mình trong Giải đấu Sức mạnh, Frieza được hồi sinh hoàn toàn và xây dựng lại đội quân của mình. Goku và bạn bè anh trở về với cuộc sống hàng ngày của họ trên Trái Đất. Trong khi cãi nhau, Goku tiết lộ với Vegeta rằng anh vẫn chưa thể làm chủ Bản năng vô cực. Cả hai cùng quyết tâm sẽ trở nên mạnh mẽ hơn.
Một thời gian sau, Goku, Vegeta và Majin Buu đã gặp gỡ Đội tuần tra Thiên hà, những người đang cần họ giúp đỡ để bắt giữ một kẻ trốn tù nguy hiểm tên là Moro, tên phù thủy độc ác đã bị giam giữ trong 10 triệu năm sau khi sử dụng sức mạnh của mình để rút cạn sinh lực của vô số hành tinh. Cuộc tìm kiếm Moro dẫn họ đến hành tinh New Namek, nhưng họ đã không ngăn được kế hoạch của Moro là sử dụng Ngọc Rồng của người Namek để khôi phục lại hoàn toàn sức mạnh đã mất của mình và thả tất cả tội phạm bị giam giữ trong nhà tù của Đội tuần tra Thiên hà. Kể từ đó, Moro và những tên tội phạm trốn thoát đã cùng nhau tấn công nhiều hành tinh trong khi Goku và Vegeta chuẩn bị cho trận tái đấu sắp xảy ra với họ. Goku tìm cách làm chủ hoàn toàn Bản năng vô cực, còn Vegeta tới hành tinh Yardrat, nơi Goku học được kỹ năng Dịch chuyển tức thời, để học một kỹ năng giúp đánh bại Moro. Hai tháng sau, Moro dẫn đội quân tay sai của mình đến tấn công Trái đất. Nhóm Z-Fighters và Đội tuần tra thiên hà hợp sức chiến đấu cho đến khi Goku và Vegeta trở về. Mặc dù Moro hợp nhất với một trong những tên tay sai của mình và đánh bại Z-Fighters, Goku và Vegeta cuối cùng đã quay trở lại để lật ngược thế cờ. Goku giờ đây có thể sử dụng Bản năng vô cực theo ý muốn và ngay lập tức đánh bại Moro. Tuy nhiên, trong một nỗ lực cuối cùng để thoát chết, Moro đã hợp nhất với chính Trái đất, nói rằng hắn sẽ tự hủy diệt và kéo theo toàn bộ Thiên hà phương Bắc nếu Goku cố gắng giết mình. Cuối cùng, sau khi hấp thụ năng lượng từ mọi người, Goku tìm ra điểm yếu của Moro và phá hủy nó, giết chết hắn và giúp Trái đất thoát khỏi sự hủy diệt.
(còn tiếp tục...)

## Sản xuất
Ngoài vai trò là người tạo ra bộ truyện, Toriyama Akira còn là người đã đưa ra ý tưởng về thiết kế nhân vật và cốt truyện cho bộ anime mới do Kimitoshi Chioka đạo diễn. Toriyama đã xây dựng về mối liên quan giữa ý tưởng bản thân với "Future Trunks arc", nói rằng ông đã tạo ra câu chuyện dựa trên đề xuất của ban biên tập: "Như lần trước, tôi đã viết phác thảo cốt truyện tổng thể và các nhà biên kịch đã biên soạn cũng như mở rộng nội dung câu chuyện thành các tập riêng lẻ, thực hiện các thay đổi và bổ sung khác nhau, và nói chung là làm hết sức để giúp cho câu chuyện thú vị hơn". Ngoài các nhân vật mới do Toriyama thiết kế, các nhân vật khác của "Universe Survival arc" đều được thiết kế bởi Toyotarou, họa sĩ minh họa của phiên bản manga, cùng một vài người khác.
Nhà sản xuất của Toei Animation Atsushi Kido trước đây đã làm việc với loạt phim Dragon Ball Z một thời gian ngắn trong "Arc Frieza", còn nhà sản xuất của Fuji TV Nozaki Osamu cho biết ông là một fan hâm mộ của bộ truyện từ nhỏ. Hatano Morio, đạo diễn của loạt phim Saint Seiya Omega (tập 1-51), bắt đầu chia sẻ vai trò đạo diễn với Chioka ở tập 28, trước khi tiếp quản hoàn toàn kể từ tập 47. Từ tập 47 đến tập 76, Hatano Morio đồng vai trò đạo diễn với Hatano Kōhei, một nghệ sĩ kịch bản truyện và đạo diễn các tập cho loạt phim.
Nozawa Masako tiếp tục vai trò của mình là lồng tiếng cho các nhân vật Son Goku, Son Gohan và Son Goten. Hầu hết các diễn viên lồng tiếng ban đầu đều trở lại đảm nhận vai trò của họ. Tuy nhiên, vai trò lồng tiếng của Yanami Jōji trong vai Kaiō-sama và người kể chuyện đã được Tatsuta Naoki tiếp quản vô thời hạn (kể từ tập 12) để Yanami có thể nghỉ phép. Yamadera Kōichi và Morita Masakazu cũng lần lượt trở lại với vai trò lồng tiếng cho Beerus và Whis.
Bản xem trước đầu tiên của loạt phim được phát sóng vào ngày 14 tháng 6 năm 2015, sau tập 164 của anime Dragon Ball Kai. Ngày hôm sau, hình ảnh quảng bá chính thức cho Dragon Ball Super đã được thêm vào trang web chính thức, đồng thời tiết lộ hai nhân vật mới, về sau cả hai được tiết lộ là Champa và Vados. Đoạn giới thiệu dài ba mươi giây bao gồm các nhân vật mới đã được tải lên trang web chính thức của bộ truyện vào ngày 26 tháng 6 năm 2015.
Anime bắt đầu phát sóng vào ngày 5 tháng 7 năm 2015 và được phát vào mỗi Chủ nhật hàng tuần lúc 9:00 sáng trên Fuji TV. Ngày 19 tháng 1 năm 2018, kênh Fuji TV thông báo rằng thời điểm chiếu Dragon Ball Super sẽ được thay thế bằng GeGeGe no Kitarō, bắt đầu từ ngày 1 tháng 4 năm 2018. Theo Amazon Nhật Bản, bộ đĩa Blu-ray cuối cùng đã chỉ ra kết thúc của loạt phim là tại tập 131. Bộ phim kết thúc vào ngày 25 tháng 3 năm 2018, với phần kết của "Universe Survival Saga". Fuji TV tuyên bố rằng không có kế hoạch nhất định nào được thực hiện để tiếp tục loạt phim trong thời gian tới hoặc có thể là ngừng hoàn toàn.

## Kết thúc anime
Trên thực tế, Dragon Ball Super không phải là một tác phẩm manga mà nó được xây dựng  theo hướng anime để tiếp bước thành công từ thương hiệu cũ cũng như chiều lòng các fan.
Và sau ba năm phát sóng, Dragon Ball Super đã đi đến chặng đường kết thúc của mình. Tập 131 và cũng là tập cuối của Ngọc Rồng Siêu Cấp khép lại hành trình của Goku và các chiến binh Vũ trụ 7 ở Giải đấu Sức mạnh đã khiến người hâm mộ thực sự "mãn nhãn" từ hình ảnh cho đến cốt truyện.
Có thể nói, cái kết của Dragon Ball Super là cái kết đẹp và mỹ mãn cho hành trình 3 năm của Siêu Cấp Ngọc Rồng trong lòng nhiều người hâm mộ. Sau những lời đồn đoán về cái kết, khi tiêu đề mới "Cái kết diệu kỳ, tạm biệt Goku" được tung ra. Tất cả các nhân vật đều đạt được mong ước của riêng mình. Frieza trở lại làm “hoàng đế” quân đội của mình, Android 17 cũng đã có siêu du thuyền khổng lồ, Goku và nhóm bạn cùng nhau ăn mừng vui vẻ tại nhà của Vegeta. Những tình tiết vô cùng "có hậu" nhưng thực sự khiến người xem bất ngờ và "mãn nhãn".

## Nhạc phim
- Opening

Opening 1: "Chouzetsu☆Dynamic! by Kazuya Yoshii (吉井和哉)
Opening 2 "Limit-Break x Survivor" by Hikawa Kiyoshi
- Ending

Ending 1: Hello Hello Hello "(ハローハローハロー)" by Good Morning America
Ending 2: Starring Star - KEYTALK
Ending 3: Usubeni (Light Pink) - LACCO TOWER
Ending 4: Forever Dreaming - Czecho No Republic
Ending 5: Yoka Yoka Dance - Banzo Girl Squad
Ending 6: Chaahan Music - Arukara
Ending 7: Aku no tenshi to seigi no akuma - Za korekutāzu
Ending 8: Boogie Back - Miyu Inoue
Ending 9: Haruka - LACCO TOWER
Ending 10: 70 cm Shihou No Madobe - ROTTENGRAFF
Ending 11: LAGRIMA - ONEPIXCEL